# 셸란 지역

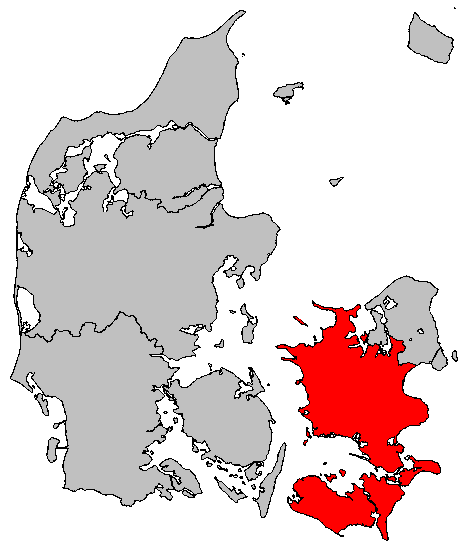
셸란 지역의 위치

셸란 지역(덴마크어: Region Sjælland)은 덴마크를 구성하는 5개 지역 가운데 하나로, 중심 도시는 소뢰이며 면적은 7,273km2, 인구는 819,427명(2008년 기준)이다. 2007년 1월 1일에 실시된 행정 구역 개편 당시에 로스킬레 주, 스토르스트룀 주, 베스트셸란 주를 합병하여 신설되었으며 17개 지방 자치체를 관할한다.

## 지방 자치체 목록

셸란 지역의 지방 자치체

| 지방 자치체                | 면적 (km2) | 인구 (2012년 1월 1일 기준) |
| -------------------------- | ---------- | -------------------------- |
| 로스킬레시 (Roskilde)      | 211.9km2   | 83,137명                   |
| 네스트베드시 (Næstved)     | 676.3km2   | 81,012명                   |
| 슬라겔세시 (Slagelse)      | 567.9km2   | 77,310명                   |
| 홀베크시 (Holbæk)          | 577.3km2   | 69,415명                   |
| 굴보르순시 (Guldborgsund)  | 899.7km2   | 61,913명                   |
| 코이에시 (Køge)            | 256.5km2   | 57,307명                   |
| 칼룬보르시 (Kalundborg)    | 575.2km2   | 48,632명                   |
| 그레베시 (Greve)           | 60.4km2    | 47,942명                   |
| 보르딩보르시 (Vordingborg) | 619.5km2   | 45,804명                   |
| 롤란시 (Lolland)           | 881.9km2   | 45,241명                   |
| 팍세시 (Faxe)              | 405.0km2   | 35,110명                   |
| 링스테드시 (Ringsted)      | 294.6km2   | 33,153명                   |
| 오스헤레드시 (Odsherred)   | 354.0km2   | 32,640명                   |
| 소뢰시 (Sorø)              | 308.4km2   | 29,393명                   |
| 라이레시 (Lejre)           | 238.9km2   | 26,887명                   |
| 스테븐스시 (Stevns)        | 250.2km2   | 21,855명                   |
| 솔뢰드시 (Solrød)          | 40.1km2    | 21,156명                   |

## 같이 보기
- 덴마크의 지역